# 이시즈카정
이시즈카정(石塚町)은 이바라키현 히가시이바라키군에 일찍이 존재했던 정이다. 현재의 시로사토정 동부에 해당한다.

## 지리
- 현재의 시로사토정의 동부, 구 조호쿠정의 북동부에 위치한다.
- 촌은 나카강 서안에 위치하고 있다.

## 역사
- 1889년 4월 1일 - 정촌제 시행에 의해 히가시이바리키군 이시즈카촌이 성립하였다.
- 1919년 10월 1일 - 정으로 승격해 이시즈카정이 되었다.
- 1955년 2월 11일 - 고마쓰촌, 사이고촌과 합병해 조호쿠정이 성립하여, 이시즈카정은 소멸하였다.

## 인구
| 1889년 | 2,387 |
| 1891년 | 2,329 |
| 1920년 | 3,299 |
| 1935년 | 4,442 |
| 1950년 | 5,786 |

## 교통
- 이바라키 교통
  - 이바라키선 (1968년 6월 16일에 영업이 종료되었다.)

## 참고문헌
- 常北町史編さん委員会編 『常北町史』、常北町、1988年
- 角川日本地名大辞典編纂委員会『가도카와 일본 지명 대사전 8 茨城県』、가도카와 쇼텐、1983年 ISBN 4-04-001080-9